# Juin 1943
Les événements concernant la Seconde Guerre mondiale sont détaillés dans l'article Juin 1943 (Seconde Guerre mondiale).

## Événements
- 1er juin : le Douglas DC-3 du vol BOAC 777, partant de l'aéroport de Portela au Portugal à destination de l'aéroport de Whitchurch (en), près de Bristol, en Angleterre est attaqué par huit chasseurs-bombardiers à long rayon d'action allemands Junkers Ju 88C-6[1], au large de la côte française dans le golfe de Gascogne, entraînant la mort des 17 personnes à bord parmi lesquels l'acteur Leslie Howard.

- 3 juin : un Comité français de la Libération nationale (CFLN) est formé à Alger, sous la double présidence de Giraud et de Gaulle.

- 4 et 5 juin :
  - Entretiens Churchill-de Gaulle-Giraud à Alger.
  - Nuit du 4 au 5 juin 1943 raid aérien allemand à Alger ou le 13e régiment de tirailleurs sénégalais subira de fortes pertes

- 9 juin :

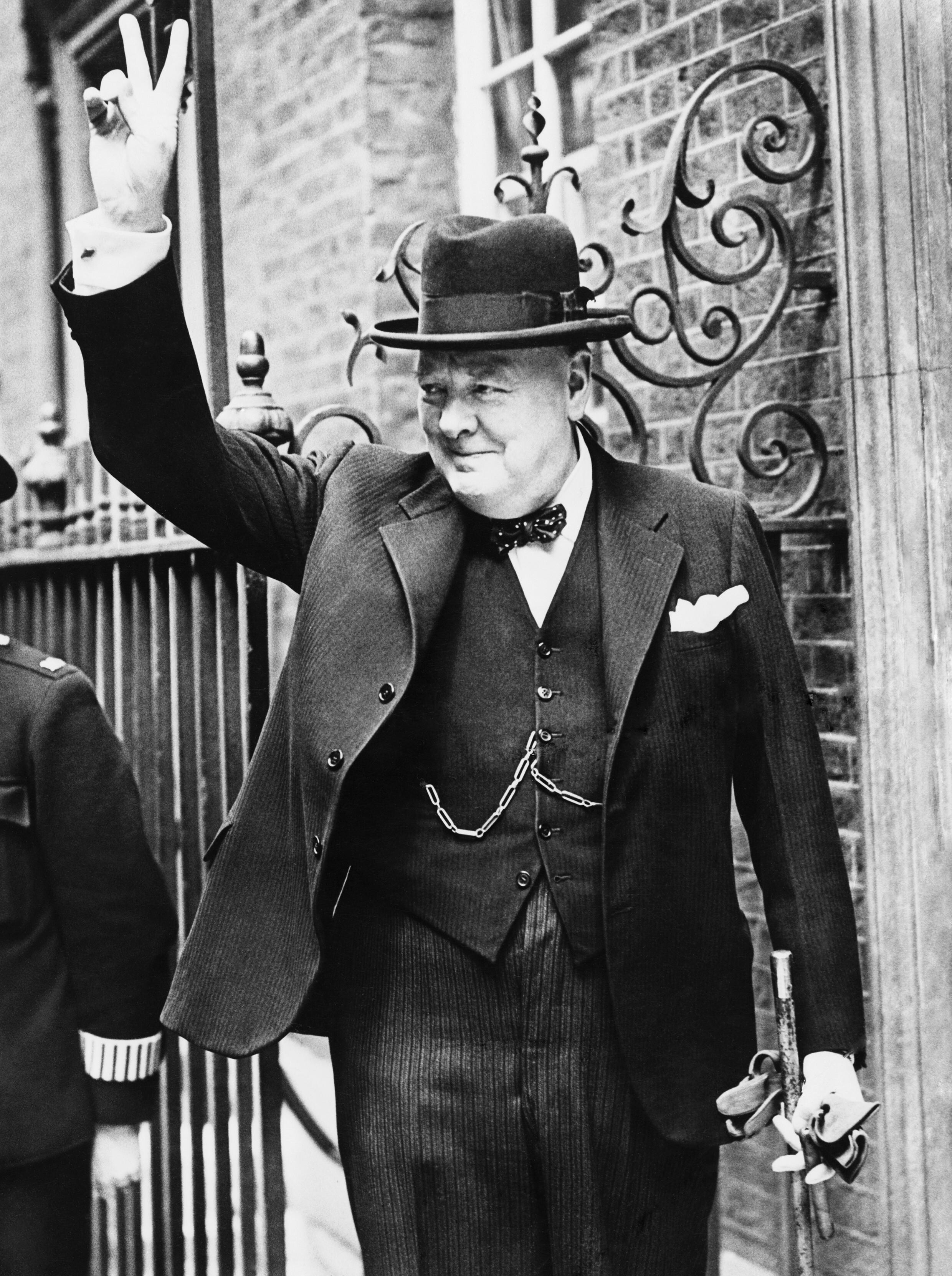
Churchill sortant du 10 Downing Street arbore le signe V de la Victoire des Alliés.

- arrestation du général Delestraint, chef de l’Armée secrète.

- 15 juin : premier vol du prototype de l'avion de reconnaissance à réaction allemand Arado Ar 234.

- 17 juin : premier parachutage d’armes et de ravitaillement clandestin sous le nom de code « LE FAISAN » sur le plateau des Patis de Cuis.

- 20 juin : bombardements aériens alliés du Creusot (France).

- 20 juin - 25 août : victoire alliée à la bataille de la Nouvelle-Géorgie.

- 21 juin : 
  - arrestation par la Gestapo de Jean Moulin, Raymond Aubrac, et d'autres résistants à Caluire-et-Cuire, près de Lyon. René Hardy s'échappe ;
  - destruction du ghetto de Lvov.

- 23 juin :  départ du 55e convoi[2] de déportation des Juifs de France, du camp de Drancy vers Auschwitz : 1018 déportés, 72 survivants en 1945.

- 25 juin : 
  - Klaus Barbie sait qu'il détient « Max », c'est-à-dire Jean Moulin.
  - Révolte armée des Juifs du ghetto de Częstochowa.

- 30 juin : à Varsovie, le général Stefan Grot-Rowecki, chef de l’Armée intérieure AK, est arrêté par les Allemands et envoyé au camp de Sachsenhausen, sur ordre de Himmler, via le siège de la Gestapo de Berlin, où il a refusé la coopération des Polonais avec les Allemands contre l’Armée rouge.

## Naissances
- 1er juin : 
  - Louis de Froissard de Broissia, homme politique français.
  - Ann T. Bowling, généticienne américaine  († 8 décembre 2000)
- 2 juin : Crescenzio Sepe, cardinal italien, archevêque de Naples..
- 6 juin : Richard Smalley, prix Nobel de chimie 1996, américain.
- 7 juin : 
  - Ken Osmond, acteur américain.
  - Bily Graham, catcheur américain († 17 mai 2023).
- 8 juin : William Calley, criminel américain († 28 avril 2024).
- 10 juin : Jacques Soppelsa, géopolitologue français.
- 15 juin : Johnny Hallyday, chanteur et acteur français († 5 décembre 2017).
- 17 juin : Newt Gingrich, homme politique américain.
- 18 juin : 
  - Armand Maillard, évêque catholique français, archevêque de Bourges.
  - Raffaella Carrà, chanteuse et actrice italienne († 5 juillet 2021).
- 23 juin : 
  - Vint Cerf, l'un des pères fondateurs d'internet.
  - James Levine, chef d’orchestre et pianiste américain († 9 mars 2021).
- 24 juin : Jean-Louis Foulquier, animateur radio et comédien, français.
- 29 juin : Fred Robsahm, acteur norvégien.

## Décès
- 1er juin : René Birr, cheminot, et résistant alsacien (°2 novembre 1904).
- 10 juin : Abd al-Aziz Ibn al-Hasan, sultan du Maroc.
- 25 juin : Édouard Imbeaux, ingénieur et médecin français  (° 1er décembre 1861)